# جمال عثمان
جمال عثمان هو صحفي صومالي، ولد في 1970 في كيسمايو في الصومال.